# 5. meridijan (istok)
5. istočni meridijan meridijan je koji je pet stupnjeva istočno od nultog (griničkog). Presijeca Arktički ocean, Europu, Afriku, Atlantski ocean, Južni ocean i Antarktiku. Tvori ortodromu sa 175. zapadnim meridijanom.
Kao i kod svih meridijana, dužina mu je polovica obujma Zemlje, tj. 20.003,932 km, a od nultog je udaljen 557 km.

## Od pola do pola
Počevši od Sjevernog pola i idući ravno prema Južnom, ovaj meridijan prolazi kroz sljedeće lokacije ili vrlo blizu njih:
| Koordinate                       | Država, teritorij ili more | Napomene |
| -------------------------------- | -------------------------- | --- |
| 90°0′N 5°0′E / 90.000°N 5.000°E  | Arktički ocean             | |
| 81°22′N 5°0′E / 81.367°N 5.000°E | Atlantski ocean            | |
| 61°2′N 5°0′E / 61.033°N 5.000°E  | Norveška                   | Nekoliko otoka, uključujući Bremangerlandet, Sulu i Sotru, te kopno Ulazi na Vågsøy (Sogn og Fjordane). Izlazi južno od Telavåga (Hordaland). |
| 60°13′N 5°0′E / 60.217°N 5.000°E | Sjeverno more              | |
| 53°17′N 5°0′E / 53.283°N 5.000°E | Nizozemska                 | otok Vlieland |
| 53°16′N 5°0′E / 53.267°N 5.000°E | Vadensko more              | |
| 52°56′N 5°0′E / 52.933°N 5.000°E | Nizozemska                 | istočno od Amsterdama i zapadno od Tilburga                                                                                                   |
| 51°26′N 5°0′E / 51.433°N 5.000°E | Belgija                    | Prolazi kroz pokrajine Antwerpen, Limburg, Flamanski Brabant, Valonski Brabant, Liège, Namur i Luxembourg.                                    |
| 49°47′N 5°0′E / 49.783°N 5.000°E | Francuska                  | zapadno od Dijona (na 47°19′N 5°2′E / 47.317°N 5.033°E)                                                                                       |
| 43°23′N 5°0′E / 43.383°N 5.000°E | Sredozemno more            | |
| 36°49′N 5°0′E / 36.817°N 5.000°E | Alžir                      | |
| 19°17′N 5°0′E / 19.283°N 5.000°E | Niger                      | |
| 13°44′N 5°0′E / 13.733°N 5.000°E | Nigerija                   | |
| 5°50′S 5°0′E / 5.833°S 5.000°E   | Atlantski ocean            | |
| 60°0′S 5°0′E / 60.000°S 5.000°E  | Južni ocean                | |
| 70°3′S 5°0′E / 70.050°S 5.000°E  | Antarktika                 | Zemlja kraljice Maud (pravo polaže Norveška)                                                                                                  |